# Harry Langdon
Harry Langdon (Council Bluffs, 1884. június 15. – Hollywood, 1944. december 22.), amerikai komikus volt; vaudeville-ekben, némafilmekben, majd hangosilmekben is játszott. A három zseni − Charlie Chaplin, Buster Keaton, Harold Lloyd mellett – csak negyedik lehetett. Harry Langdon, a mára szinte elfeledett bohóc a káosz hőse volt. Pályafutása során − 1924 és 1944 között − 95 filmben szerepelt.

## Pályafutása

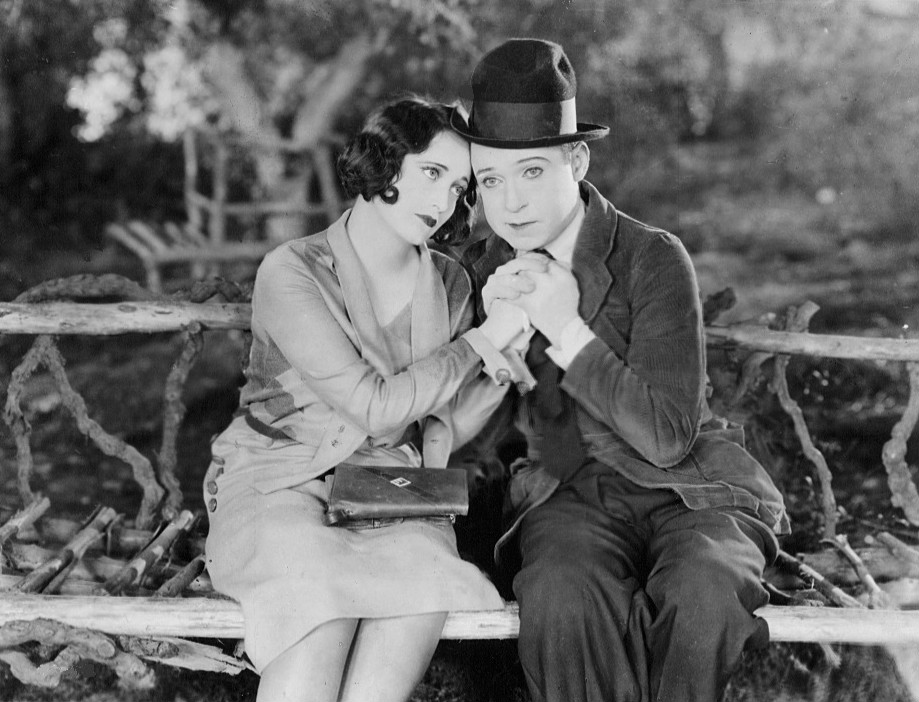
Harry Langdon és Joan Crawford (1926)

Langdon apja az Üdvhadsereg tisztje volt. Harry Tízéves korában már színpadára lépett. Számtalan cirkuszi és vaudeville-színházi turné után 1903-ban írt egy sikeres képregényt „Johnny és új autója” címmel. Kidolgozott egy "Johnny's New Car" című jelenetet is ebből, amelyet a következő években variációkkal adott elő. 1923-ban csatlakozott a Sol Lesser producer által vezetett Principal Pictures Corporationhez. Aztán a Mack Sennett Studioshoz ment, ahol jelentős sztár lett. Karrierje csúcsán a némafilmes korszak négy legjobbjának egyike tartozott. A mozivásznon egy tágra nyílt szemű, gyermeki karakterű férfi volt, aki ártatlanul fogja fel a világot és a benne élő embereket.
Harry Langdon első osztályú pantomimes volt. Számtalan némafilmes szereplés után 1926-ban megalapította produkciós cégét. Ugyanebben az évben találkozott Harry Edwardsszal és Frank Caprával, akikkel három filmje készült. Ez a három siker tette 1927-ben Hollywood egyik legnagyobb sztárjává. A siker nagyjátékfilmekre késztette. Arthur Ripley és Frank Capra rendezők irányításával Langdon munkája Charlie Chaplin, Harold Lloyd és Buster Keaton munkáival vetekedett. Langdon producerként működött közre ezekben a prodkciókban, amelyeket saját cége, a The Harry Langdon Corporation készített. De ez a dicsőség rövid életű volt: egyenként elküldte minden munkatársát, hogy Chaplinhez hasonlóan maga írja, rendezze filmjeit. Rossz döntései súlyos pénzügyi kudarchoz vezettek. 1929-től élete végéig mellékszereplőként kellett dolgoznia.
A nagy amerikai komikusok közül kétségtelenül Langdon volt a legszerencsétlenebb és a leginkább félreértett.
Harry Langdon agyvérzésben halt meg 1944. december 22-én a Los Angelesben.

## Filmválogatás
- The Sky Scraper (1923)
- A Tough Tenderfoot (1923)
- A Perfect Nuisance (1923)
- Picking Peaches (1924)
- Smile Please (1924)
- Shanghaied Lovers (1924)
- Scarem Much (1924)
- Flickering Youth (1924)
- The Cat's Meow (1924)
- His New Mamma (1924)
- The First Hundred Years (1924)
- The Lock o' the Foolish (1924)
- The Hansom Cabman (1924)
- All Night Long (1924)
- Feet of Mud (1924)
- The Sea Squawk (1925)
- Boos in the Woods (1925)
- His Marriage Wow (1925)
- Plain Clothes (1925)
- Remember When? (1925)
- Lucky Stars (1925)
- There He Goes (1925)
- Saturday Afternoon (1926)
- Tramp, Tramp, Tramp (1926)
- Soldier Man (1926)
- Ella Cinders (1926)
- The Strong Man (1926)
- Long Pants (1927)
- His First Flame (1927)
- Three's A Crowd (1927)
- Fiddlesticks (1927)
- The Chaser (1928)
- Heart Trouble (1928)
- Hotter Than Hot (1929)
- Sky Boy (1929)
- Skirt Shy (1929)
- The Head Guy (1930)
- The Fighting Parson (1930)
- The Big Kick (1930)
- The Shrimp (1930)
- The King (1930)
- A Soldier's Plaything (1930)
- See America Thirst (1930)
- The Big Flash (1932)
- Tired Feet (1933)
- Hallelujah, I'm a Bum (1933)
- The Hitchhiker (1933)
- Knight Duty (1933)